# المسيحية في غويانا الفرنسية

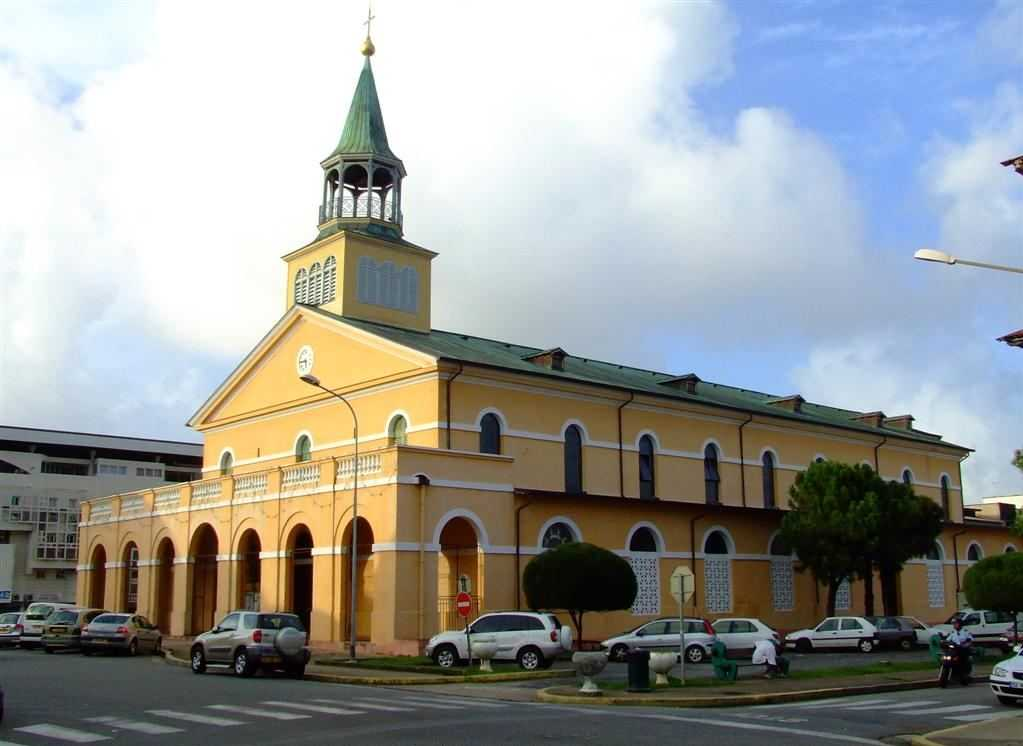
كاتدرائية المخلص في كايين.

تُشكل المسيحية في غويانا الفرنسية أكثر الديانات إنتشاراً بين السكان، وفقاً لتقديرات مركز بيو للأبحاث عام 2010 حوالي 84.4% من السكان من المسيحيين. ويعتنق أغلب سكان غويانا الفرنسية المسيحية دينًا على المذهب الروماني الكاثوليكي، وهناك أقلية من السكان مثل المارون وبعض قبائل السكان الأصليين، الذين حافظوا على دياناتهم الأصلية. أما شعب الهمونغ فهم مسيحيون كاثوليك بأغلبيتهم، نظرًا لتأثير المبشرين عليهم الذين أحضروهم لغويانا الفرنسية. كانت غويانا الفرنسية جزء من المحطة الرسولية لغيانا كايين الفرنسية في عام 1651، وظلت محافظة حتى ارتقت إلى رتبة نيابة رسولية في يناير من عام 1933، وأخيراً إلى رتبة أبرشية كايين في فبراير من عام 1956، وأصبح مقر الأبرشية في كاتدرائية المخلص في العاصمة كايين. الأبرشية هي حاليًا جزء من أسقفبة فورت دي فرانس إيت سانت بيير.

## ديموغرافيا
معظم سكان غويانا الفرنسيين هم من الرومان الكاثوليك، على الرغم من أنه في الغابات الاستوائية في المنطقة الداخلية، تتبع بعض قبائل السكان الأصليين مثل شعب كالينا ونديوكا ممارسات روحية ودينية خاصة بهم، بما في ذلك الممارسات الشامانية. أما شعب الهمونغ فهم مسيحيون كاثوليك بأغلبيتهم، نظرًا لتأثير المبشرين عليهم الذين أحضروهم لغويانا الفرنسية. على الرغم من أن البوذية كانت الديانة السائدة في الهند الصينية عندما كانت مستعمرة فرنسية، إلا أن العديد من المهاجرين القادمين إلى غويانا الفرنسية من الهند الصينية أصبحوا مسيحيين، وخلال القرن التاسع عشر كانت هناك أعداد كبيرة من الهندوس الذين قدموا في الأصل من الهند للعمل في الزراعة في غيانا، وخاصةً غيانا البريطانية وغيانا الفرنسية لاحقًا. كما شق عدد من العرب، بعضهم مسلمون وبعضهم مسيحيون عرب، طريقهم إلى غيانا الفرنسية في وقت كانت فيه دول مختلفة في الشرق الأوسط مستعمرات لفرنسا. على الرغم من أن غيانا الفرنسية هي في الأساس كاثوليكية، إلا أنها تشترك مع بعض مناطق البحر الكاريبي في خلفية ثقافية ودينية متنوعة.

## الثقافة

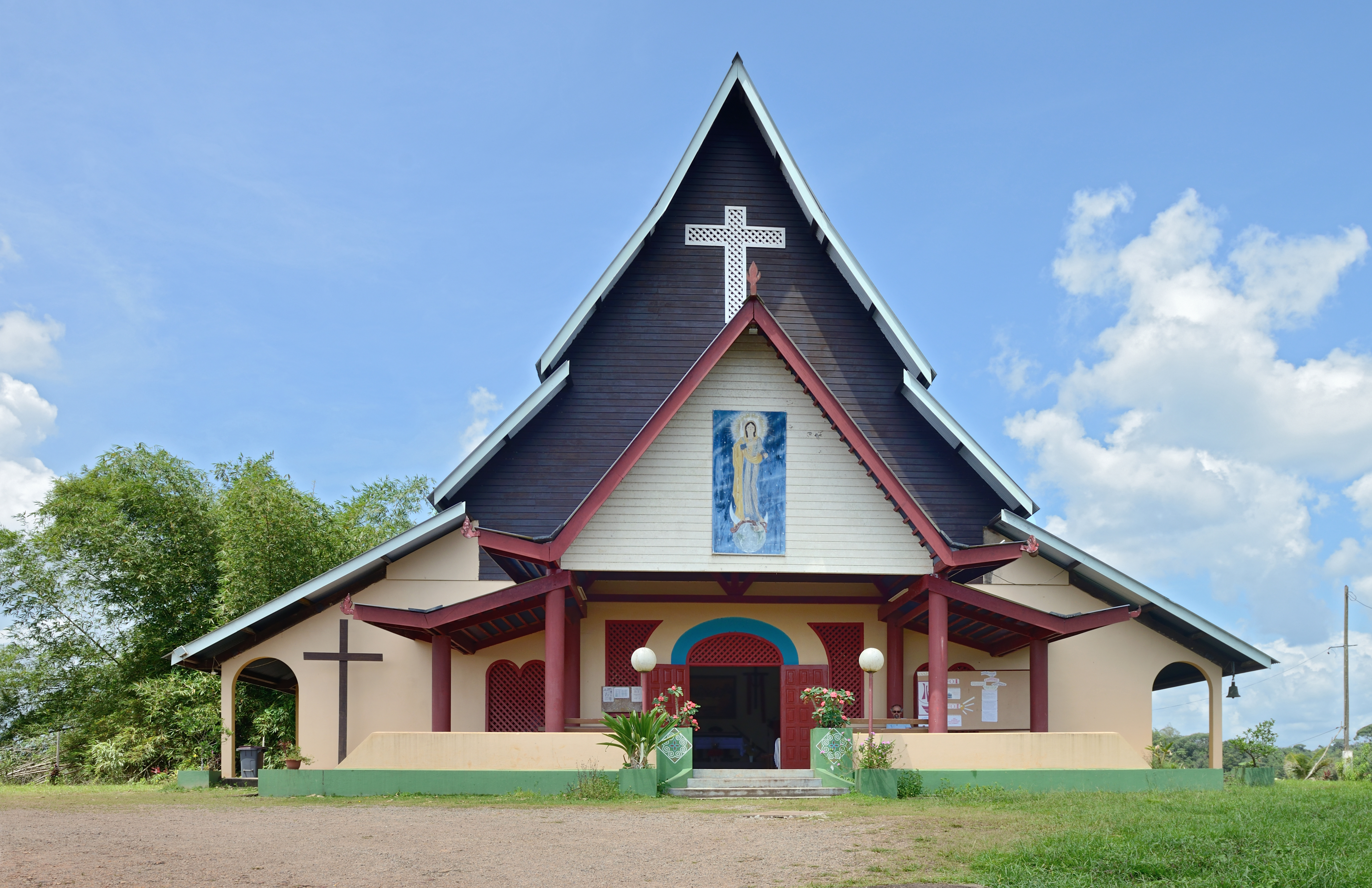
كنيسة مبنية على الطراز التقليدي في غويانا الفرنسيَّة.

بسبب الكثافة السكانية الكاثوليكية، تنتشر عادة تسمية الفتاة ماريا أو ماري، والتي غالبًا ما تستخدم مع اسم آخر، كما تنتشر هذه العادة في جميع أنحاء أمريكا الجنوبية. هذه العادة أقل انتشارًا في البلدان البروتستانتية لأن التركيز على مريم العذراء ليس بنفس القوة بين السكان الكاثوليك. غالبًا ما يتم تعميد الأطفال ويحصلون على المناولة الأولى، عادةً في سن السابعة، وفقًا للعادات الكاثوليكية المحلية. وعادةً ما تكون هذه مناسبة مهمة للعائلات الكاثوليكية التقليدية. ويتأثر الشباب في غيانا الفرنسية، ولا سيما في العاصمة كايين، بالثقافة الفرنسية وكذلك العادات المحلية التي تطورت من تاريخهم الاستعماري. ويتزوج كثير من الأزواج في الكنيسة. وعندما يموت شخص ما، تُقال تساعية أو دورة صلاة وفقًا للعادات الكاثوليكية على روحه، ويتوقع أن يزوره الأقارب والأصدقاء المقربون.
تختلف الحياة الأسرية في غيانا الفرنسية وفقًا لعادات المستوطنين المتنوعين، ولكن بشكل عام تكون الوحدة الأسرية وثيقة وتعتبر الروابط الأسرية مهمة جدًا. يعزز الإيمان الكاثوليكي السائد بين غالبية سكان غويانا الفرنسيين أيضًا أهمية الأسر المتماسكة. كانت العائلات تُميل إلى أن تكون كبيرة الحجم في الماضي، ولكن العديد من الناس الآن لديهم أطفال أقل من العائلات التقليدية في العديد من البلدان في أمريكا اللاتينية، وذلك بسبب اتباع اتجاه أكثر حداثة.

### الأعياد
تعتبر ثقافة غويانا ثقافةً متنوعة، في غويانا الفرنسية عدد من الأعياد والمناسبات المسيحية المطبوعة بطابع بلدي خاص، ومن هذه الأعياد:
- عيد القيامة في غويانا: يأكل الغويانيون في عيد القيامة حساء أوارا وهو طبق خاص بغويانا.[4][5][6]
- كرنفال غويانا: تأسس عام 1995،[7] وهو حدث رئيسي ينتظره الغويانيين كل سنة. يُحتفل به بعد ظهر يوم الأحد الواقع بين عيد الغطاس بداية شهر يناير وأربعاء الرماد في شهر فبراير أو مارس.[8][9] والكرنفال عبارة عن مسيرة يقوم بها أناس مقنعين[10] في مواكب حول عربات مزينة على وقع الآلات الإيقاعية والفرق النحاسية[11] وسط الجماهير المتكدسة على الأرصفة والمدرجات المعدة لهذا الغرض. كذلك تنضم في بعض الأحيان فرق برازيلية مماثلة لتلك التي تُشارك في كرنفال ريو، تتميز بإيقاعاتها وأزياءها المغرية.[12]